# لبلاب بنفسجي

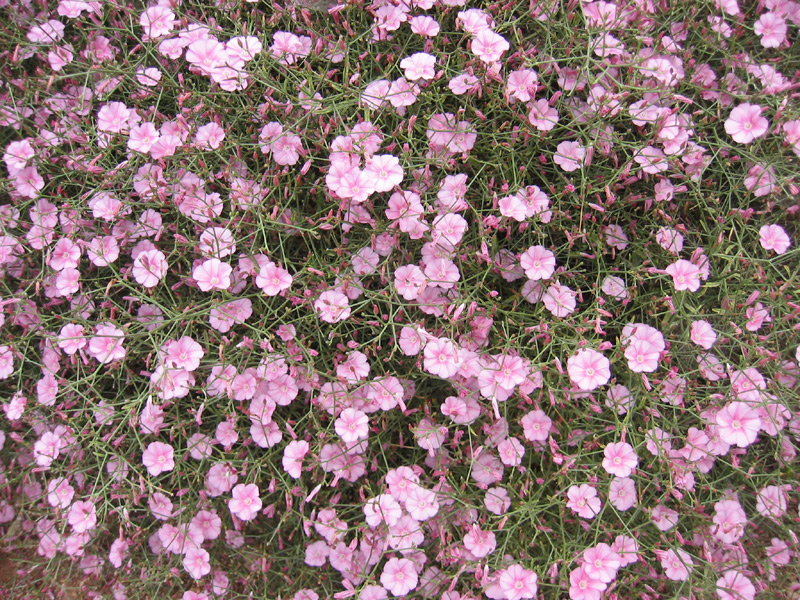

البلاب البنفسجي أو المَدَّاد البَنَفْسَجِيّ، (باللاتينية: Convolvulus dorycnium) وهو نوع من جنس اللَبْلاَب.